# Möja
Möja est une île de l'archipel de Stockholm  en Suède,,.

## Présentation
L'île de Möja fait partie de  la commune de Värmdö. 
C'est l'île principale d'un groupe d'îles appelé archipel de Möja. 
Möja fait partie de la réserve naturelle de Storö-Bockö-Lökaö, couramment appelée Möjareservatet. 
Historiquement, ce groupe d'îles appartenait aux villages de Möja.
Chaque village possédait une île spécifique, qui se reflète encore dans les noms des îles (Bergbo, Storö, Lökaön et Ramsmoraö). 
Depuis le XIXe siècle, toutes ces îles ont été subdivisées en parcelles plus petites. 
Aucun établissement permanent sur ces îles n'existait avant le 19ème siècle, auparavant elles étaient exclusivement utilisées pour le pâturage, la pêche, la chasse et la culture des fraises.

## Accès
La population est principalement répartie entre les villages de Långvik, Ramsmora, Norrsundshage, Löka, Berg et Hamn.
Le port principal avec la station-service et l'épicerie se trouve dans la ville de Berg. 
De nombreux bateaux font escale à Möja selon un horaire régulier dont les lignes de passagers de Waxholmsbolaget et Cinderellabåtarna. 
Il y a des marina pour les invités à Kyrkviken au sud du village de Berg et à Löka au nord de Berg.